# Lisa Franks
Lisa Franks (Moose Jaw, Canadá; 6 de abril de 1982) es una atleta paralímpica canadiense que compite principalmente en los eventos de sprint en silla de ruedas de la categoría T52. A lo largo de su carrera, estableció récords mundiales en los eventos de 100 m, 200 m, 400 m, 800 m, 1500 m, 5000 m y maratón.

## Carrera
Ha ganado seis medallas de oro paralímpicas. En los Juegos Paralímpicos de Verano de 2000 ganó medallas de oro en los 200 m, 400 m, 800 m y 1500 m y una medalla de plata en los 100 m. En 2004 defendió sus títulos de 200 m y 400 m. Fue entrenada por Clayton Gerein, quien fue medallista paralímpico en carreras de sillas de ruedas. Fueron presentados por la esposa de Gerein, quien era la fisioterapeuta de Lisa.
En preparación para los Juegos Paralímpicos de Verano de 2008, Lisa había tomado el baloncesto en silla de ruedas y era parte del equipo canadiense que terminó quinto en la competición.

## Vida personal
El 18 de abril de 1996, justo después de su decimocuarto cumpleaños, se despertó en medio de la noche sin poder mover las piernas. Al final de ese día también había perdido la función de sus brazos, aunque recuperó el uso de estos después de la rehabilitación. Franks fue diagnosticada con malformación arteriovenosa, una condición que causó que grupos de vasos sanguíneos impidieran que la sangre pasara adecuadamente por su médula espinal.
Se graduó de la Universidad de Saskatchewan en 2006 con una licenciatura en ingeniería y un enfoque en ingeniería mecánica.
Recibió un Doctorado Honorario de la Universidad de Regina en 2009, y fue nombrada Coronel Honorario en la Real Fuerza Aérea Canadiense en 2019.